# Hapalopezella maculata
Hapalopezella maculata es una especie de mantis de la familia Iridopterygidae. Es la única especie del género monotípico Hapalopezella.

## Distribución geográfica
Se encuentra en Sri Lanka.